# Un pouce de terre
Pour plus de détails, voir Fiche technique et Distribution.
Un pouce de terre (Пядь земли, Piad zemli) est un film soviétique réalisé par Andreï Smirnov et Boris Yashin, sorti en 1964,.

## Fiche technique
- Titre français : Un pouce de terre[3]
- Titre original : Пядь земли, Piad zemli
- Photographie : Youri Skhirtladze
- Musique : Alexandre Pirumov
- Décors : Boris Tchebotarev